# تاتسوکی هیگاشیاما
wwe
| name = بلادلاین
| image =
| fullname =
| birth_date = ۳ ژوئن ۱۹۹۹ ‏(۲۵ سال)
| birth_place = WWE، WWE]]، Japan]]
| height = 1.67 m
| currentclub = رومن رینز_ سولو سیکوا _ د اوسوز _ د راک
|clubnumber =۳۹
| position = 
| youthyears1 = ۰۰۰۰–۲۰۱۷
| youthclubs1 = Shizuoka Gakuen HS
| youthyears2 = ۲۰۱۸–۲۰۲۱
| youthclubs2 = Shizuoka Sangyo University
| years1 = ۲۰۲۲–
| clubs1 = رئیس قبیله رومن رینز
| caps1 = ۱
| goals1 = ۰
| nationalyears1 =
| nationalteam1 =
| nationalcaps1 =
| nationalgoals1 =
| club-update = ۱۷:۰۴, ۵ مارس ۲۰۲۲ (UTC)
| nationalteam-update =
}}
بلادلاین (انگلیسی: Tatsuki Higashiyama؛  ۳ ژوئن ۱۹۹۹) گروهی در شرکت WWE است.
این گروه در سال ۲۰۲۰ توسط رومن رینز تشکیل شد